# Мюльграбен
Мюльграбен (нем. Mühlgraben) — политическая община (нем. Gemeinde) в Австрии, в федеральной земле Бургенланд. 
Входит в состав округа Еннерсдорф.  Население составляет 403 человека (на 31 декабря 2014 года). Занимает площадь 554,25 га. Плотность населения - 72,71 чел./км2. Землеобеспеченность с учётом внутренних вод - 13 753 м2. Официальный код  —  10512. Высота центра - 320 м над уровнем моря.

## Политическая ситуация
Бургомистр коммуны — Райнхард Кнаус (СДПА) по результатам выборов 2007 года.
Совет представителей коммуны (нем. Gemeinderat) состоит из 11 мест.
- СДПА занимает 8 мест.
- АНП занимает 3 места.